# 157 f.Kr.
| 157 f.Kr.          |
| ------------------ |
| Dødsfald - Fødsler |
|                    |

## Begivenheder
- Under sit besøg i Karthago, bliver Cato den ældre så overbevist om, at byens velstand vil udgøre en sikkerhedstrussel mod Rom, at han efter sigende skulle have endt alle sine taler i sentatet med "Ceterum censeo Carthaginem esse delendam" ("I øvrigt mener jeg, at Kartago bør ødelægges").

## Født
- Gaius Marius – romersk general og politiker (død 86 f.Kr.).

## Dødsfald
- Han Wendi – kinesisk kejser af Han-dynastiet siden 180 f.Kr. (født 202 f.Kr.).

| År | Spire Denne artikel om et år, årti, århundrede eller årtusinde er en spire som bør udbygges. Du er velkommen til at hjælpe Wikipedia ved at udvide den. |